# NGC 5954
NGC 5954 (również PGC 55482 lub UGC 9904) – galaktyka spiralna z poprzeczką (SBc/P), znajdująca się w gwiazdozbiorze Węża. Odkrył ją William Herschel 17 kwietnia 1784 roku. Należy do galaktyk Seyferta typu 2. Galaktyka ta oddziałuje grawitacyjnie z sąsiednią NGC 5953. Para ta została skatalogowana jako Arp 91 w Atlasie Osobliwych Galaktyk i znajduje się w odległości około 87 milionów lat świetlnych od Ziemi.